# Giuseppe Nesi
Giuseppe Nesi (Crotone, 14 novembre 1959) è un giurista e avvocato italiano, consigliere giuridico del Presidente dell'Assemblea generale delle Nazioni Unite nella 65ª sessione, dal 2010 al 2011 e dal 2023 membro della Commissione del diritto internazionale dell'ONU.

## Biografia
Ha conseguito la laurea in Giurisprudenza presso l'Università degli Studi di Catania nel 1983, diventando poi avvocato nel 1986. Dopo il Master of Arts in International affairs conseguito presso la Johns Hopkins University, ha ottenuto il dottorato di ricerca (PhD) alla Sapienza - Università di Roma, nel 1991. Dal 1993 insegna Diritto internazionale presso la Facoltà di Giurisprudenza dell'Università degli Studi di Trento, dove diventa professore ordinario nel 2001.
È Preside della Facoltà di Giurisprudenza dell'università trentina dal 29 ottobre 2012, dove ha anche insegnato Diritto dell'Unione Europea e Tutela internazionale dei diritti dell'uomo.
In ambito diplomatico e istituzionale, ha rivestito diversi incarichi di rilievo internazionale, tra cui quello di esperto giuridico della rappresentanza permanente italiana all'ONU dal 2002 al 2010, culminato poi nell'incarico di consigliere giuridico del Presidente dell'Assemblea generale delle Nazioni Unite nella 65ª sessione, Joseph Deiss. In precedenza è stato consulente della Commissione parlamentare d'inchiesta sulle responsabilità relative alla strage del Cermis nel 2000.
Nel 1996 ha ricoperto il ruolo di consigliere giuridico della Presidenza Italiana dell'Unione europea, dopo essere stato, nel 1993, consigliere giuridico della Presidenza della Conferenza per la Sicurezza e la Cooperazione in Europa (oggi OSCE).
Nel novembre del 2013 il Ministro degli Esteri Emma Bonino lo nomina membro permanente del Comitato interministeriale per i diritti umani (Cidu).
È stato eletto membro della Commissione del diritto internazionale dell'ONU il 12 novembre 2021, con 152 voti. Il suo mandato ha avuto inizio nel 2023 e si concluderà nel 2027. È il quinto Accademico italiano a farne parte.

## Opere

### Libri
- Giuseppe Nesi e Stefano Baldi (a cura di), Diplomatici. 33 saggi su aspetti giuridici e politici della diplomazia contemporanea (PDF), Editoriale Scientifica, 2018, ISBN 978-88-9391-235-8. URL consultato l'11 maggio 2023.
- Giuseppe Nesi e Stefano Baldi (a cura di), Diplomatici in azione. Aspetti giuridici e politici della prassi diplomatica nel mondo contemporaneo (PDF), Napoli, Editoriale Scientifica, 2015, ISBN 978-88-8443-582-8. URL consultato il 25 aprile 2024.
- Nesi G., Nogler L., Pertile M. (eds.), Child labour in a globalized world. A legal analysis of ILO action, Aldershot, Ashgate, 2008.
- Nesi G. (ed.), International co-operation in counter-terrorism: the United Nations and regional organizations in the fight against terrorism, Aldershot, Ashgate, 2006.
- Giuseppe Nesi e Stefano Baldi (a cura di), L'Italia al palazzo di vetro. Aspetti dell'azione diplomatica e della presenza italiana all'ONU (PDF), Trento, Collana Quaderni del Dipartimento di Scienze Giuridiche dell'Università di Trento, vol. 50, 2005, ISBN 88-8443-114-X. URL consultato l'11 maggio 2023.
- Politi M. and Nesi G. (eds.), The International Criminal Court and the crime of aggression, Aldershot, Ashgate, 2004.
- Politi M. and Nesi G. (eds.), The Rome Statute of the International Criminal Court: A Challenge to Impunity, Aldershot, Ashgate, 2001.
- Nesi, G., "I rapporti fra OSCE e ONU nella soluzione dei conflitti", Trento, 2000.
- Giuseppe Nesi, L'uti possidetis iuris nel diritto internazionale, Padova, CEDAM, 1996, ISBN 88-13-19606-7.

### Articoli
Selezione di articoli più recenti
- Nesi G., International Terrorism, the Law of War and the negotiation of a UN Comprehensive Convention, in F. Pocar, M. Pedrazzi, M. Frulli (eds.), War Crimes and the Conduct of Hostilities, Edward Elgar Publishing, 2013, 243-256.
- Nesi G., The Quest for a ‘Full’ Execution of the ICJ Judgment in Germany v. Italy, in 11 Journal of International Criminal Justice (2013), 185-198.